# Hrabstwo Washington (Illinois)
Hrabstwo Washington – hrabstwo w USA, w stanie Illinois, według spisu z 2000 roku liczba ludności wynosiła 15 148. Siedzibą hrabstwa jest Effingham.

## Geografia
Według spisu hrabstwo zajmuje powierzchnię 1461 km², z czego 1457 km² stanowią lądy, a 4 km² (0,25%) wody.

### Miasta
- Ashley
- Centralia
- Nashville
- Wamac

### Wioski
- Addieville
- Du Bois
- Hoyleton
- Irvington
- New Minden
- Oakdale
- Okawville
- Radom
- Richview
- Venedy

### Sąsiednie hrabstwa
- Hrabstwo Clinton-północ
- Hrabstwo Marion-północny wschód
- Hrabstwo Jefferson-wschód
- Hrabstwo Perry-południe
- Hrabstwo Randolph-południowy zachód

Stan Illinois na mapie USA

- Hrabstwo St. Clair-zachód

## History
Hrabstwo Washington zostało utworzone w 1818 roku z hrabstwa  St. Clair. Zostało nazwane na cześć George'a Washingtona. Hrabstwo jest położone w silnie zurbanizowanej strefie miasta St. Louis, jednak nie należy do metropolii.

## Demografia
Według spisu z 2000 roku hrabstwo zamieszkuje 15 148 osób, które tworzą 5848 gospodarstw domowych oraz 4239 rodzin. Gęstość zaludnienia wynosi 10 osób/km². Na terenie hrabstwa jest 6385 budynków mieszkalnych o częstości występowania wynoszącej 4 budynków/km². Hrabstwo zamieszkuje 98,58% ludności białej, 0,33% ludności czarnej, 0,22% rdzennych mieszkańców Ameryki, 0,18% Azjatów, 0,03% mieszkańców wysp Pacyfiku, 0,13% ludności innej rasy oraz 0,52% ludności wywodzącej się z dwóch lub więcej ras, 0,71% ludności to Hiszpanie, Latynosi lub inni.
W hrabstwie znajduje się 5848 gospodarstw domowych, w których 33,50% stanowią dzieci poniżej 18. roku życia mieszkający z rodzicami, 61,70% małżeństwa mieszkające wspólnie, 7,10% stanowią samotne matki oraz 27,50% to osoby nie posiadające rodziny. 24,30% wszystkich gospodarstw domowych składa się z jednej osoby oraz 13,30% żyje samotnie i ma powyżej 65. roku życia. Średnia wielkość gospodarstwa domowego wynosi 2,55 osoby, a rodziny wynosi 3,02 osoby.
Przedział wiekowy populacji hrabstwa kształtuje się następująco: 25,30% osób poniżej 18. roku życia, 7,60% pomiędzy 18. a 24. rokiem życia, 27,30% pomiędzy 25. a 44. rokiem życia, 23,00% pomiędzy 45. a 64. rokiem życia oraz 16,70% osób powyżej 65. roku życia. Średni wiek populacji wynosi 39 lat. Na każde 100 kobiet przypada 97,60 mężczyzn. Na każde 100 kobiet powyżej 18. roku życia przypada 95,50 mężczyzn.
Średni dochód dla gospodarstwa domowego wynosi 40 932 USD, a średni dochód dla rodziny wynosi 48 433 dolarów. Mężczyźni osiągają średni dochód w wysokości 30 209 dolarów, a kobiety 22 151 dolarów. Średni dochód na osobę w hrabstwie wynosi 19 108 dolarów. Około 3,70% rodzin oraz 6,00% ludności żyje poniżej minimum socjalnego, z tego 6,00% poniżej 18. roku życia oraz 8,70% powyżej 65. roku życia.